# Lagotis macrosiphon
Lagotis macrosiphon är en grobladsväxtart som beskrevs av Tsoong och H.P. Yang. Lagotis macrosiphon ingår i släktet Lagotis och familjen grobladsväxter. Inga underarter finns listade i Catalogue of Life.